# 亞摩利人
亞摩利人（Amorite），閃米特人中的一支。前1894年，亞摩利人首領蘇姆阿布姆在美索不達米亞南部建立巴比倫王國，史稱古巴比倫。

## 起源
在公元前2400年开始，亚摩利人的土地不是在美索不达米亚，而是在靠西方，包括现在的叙利亚和迦南。在美索不达米亚的史料中，他们被认为是一群游牧人群。他们与叙利亚Jebel Bishri的山区联系在一起，这些山区叫做“亚摩利人的山脉”（mountain of the Amorites）。在阿卡德帝国、叙利亚和埃及里，他们被列为Amurru族和Amar族。可能因为在22世纪爆发的一次干旱，从公元前21世纪开始，一大群亚摩利部落的移民来到了美索不达米亚。这些移民是苏美尔第三王朝乌尔灭亡的其中一个原因。他们击败了一些强大的王国，并且建立巴比伦国。苏姆阿布姆选择位于基什以西几英里、幼发拉底河左岸的一个城市作为都城，该城在古代美索不达米亚历史上具有极其重要的战略地位，它就是后来闻名世界的巴比伦城。

## 《圣经》中提到的亚摩利人
在圣经民數記13:29 中，亚摩利人（Amorites）不是亞瑪力人（Amalekites），亚摩利人是指在一个高原地区的人，他们居住在迦南地。根据创世记10:16，他们是迦南的后代，迦南是含的儿子。他们被形容为一群力量强大的人，具有庞大的身躯“好像雪松那么高”，占据着约旦河东西的土地。“亚摩利人”和“迦南人”这两个词语貌似被互换使用，“迦南”更一般化，而“亚摩利”用来描述那些居住在上述土地上的迦南人。
在摩西與約書亞時期，首先與以色列人交手的亞摩利人是摩利王西宏(民數記21:24; 申命記3:2)，及後為巴珊王噩(民數記21:35; 申命記3:11)，後者被稱為利乏音人的最后余孽。
在約書亞記中，亦有提到5位亞摩利王——耶路撒冷王、希伯崙王、耶末王、拉吉王、伊磯倫王——聯合攻打以色列及基遍盟軍（約書亞記10章）。